# 브랭섬홀아시아
브랭섬홀 아시아(Branksome Hall Asia)는 2012년 제주에 개교한 교육청 정식 인가 국제학교이다.

## 위치
브랭섬홀 아시아(Branksome Hall Asia)는 제주특별자치도 서귀포시 대정읍 글로벌에듀로에 있는 국제학교이다. 캐나다에 1903년 설립된 사립학교인 브랭섬홀의 자매학교이다.

## 학교 연혁
- 2012년 10월 15일 : 개교
- 2013년 5월 : IB 교육과정 채택
- 2013년 11월 : IB PYP 학교 인증
- 2014년 4월: IB MYP 학교 인증

## 교육과정
브랭섬홀 아시아는 유치부 (만 3세)부터 5학년까지는 주니어스쿨, 6학년부터 8학년까지는 미들스쿨, 9학년부터 12학년까지는 시니어스쿨로 운영된다. 제주국제자유도시의 제주도 특별법에 따라 2012년 10월 15일 설립되었다.2022년부터는 전학년 남녀공학으로 전환되었다.
최대 수용 인원 1,212명으로 2012년 10월 개교 이후, 현재 1200명 이상의 학생들이 재학 중이다. 브랭섬홀 아시아는 대지면적 9만 5천 평의 규모이다.
국제학교로썬 5위 안에 들 정도로 엄청난 교육과정을 갖고 있다. IB 프로그램을 진행하고 있으며, 교사는 200여명이다.

## 갤러리

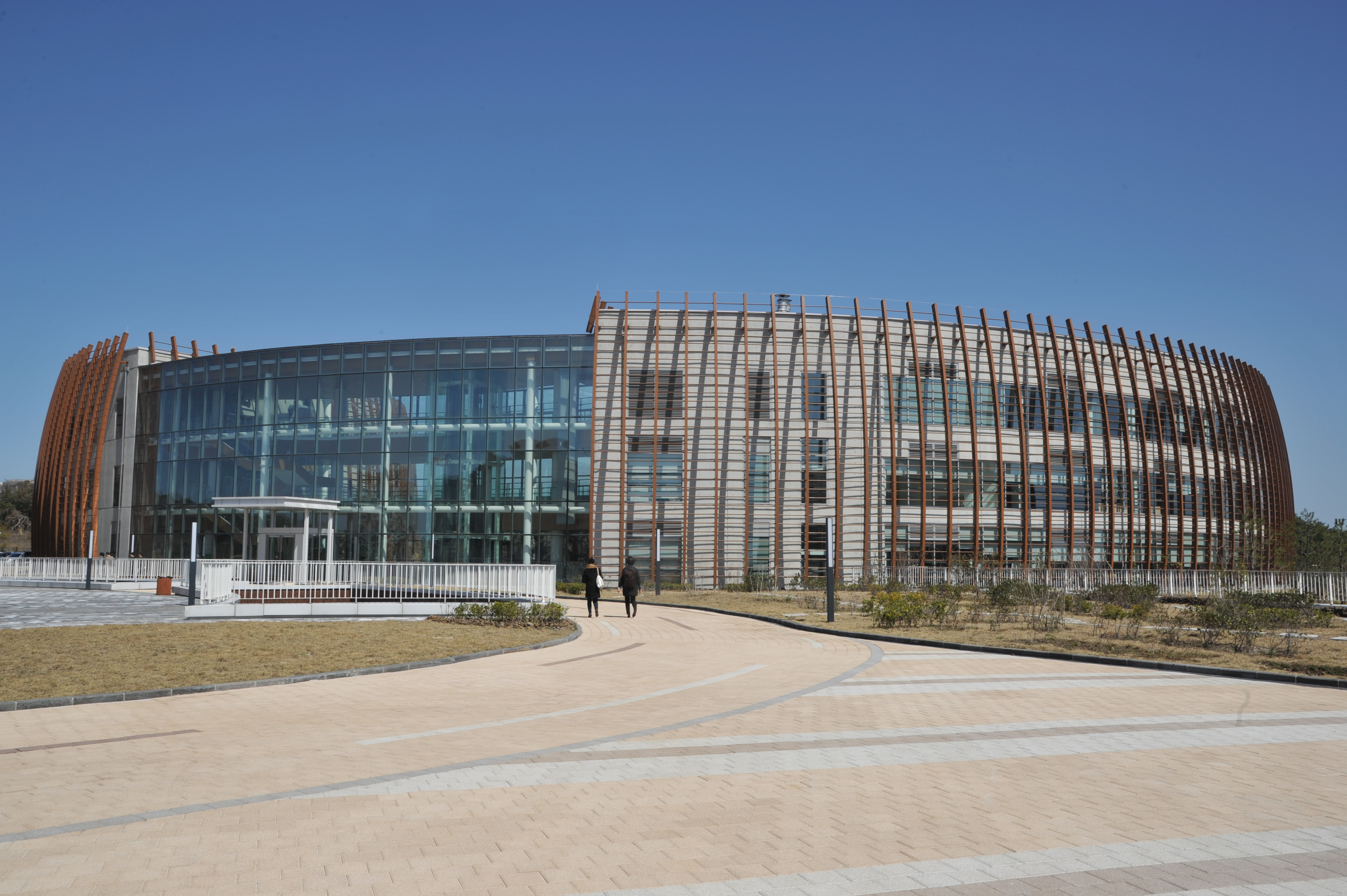

## 같이 보기
- 제인스
- 국제 바칼로레아

## 참고
1. 1 2 3  오선영 조선에듀 기자 (2018년 3월 26일). “'탐구 중심' IB… 작년 졸업생 전원 세계 100大 대학 진학 해외 명문대가 주목하는 국제학교”. 조선일보. 2018년 3월 30일에 확인함.